# Baryssau
Baryssau bzw. Borissow (belarussisch Барысаў/Baryssau, russisch Борисов/Borissow) ist eine belarussische Stadt an der Bjaresina in der Minskaja Woblasz mit 149.700 Einwohnern (2007) und das Verwaltungszentrum des Rajons Baryssau.

## Wappen
Das Stadtwappen wurde offiziell am 22. Januar 1796 bestätigt (Gesetz Nr. 17435).
Beschreibung: In Silber eine von zwei rotbedachten silbernen Türmen und mit geschlossenem Tor auf grünem Grund begleitet stehende silberne Stadtmauer schwebt zwischen den Türmen auf einer silbernen Wolke der stehende blaugekleidete Apostel Petrus mit goldenem Umhang und Kopfnimbus, in der rechten Hand den Schlüssel zur Stadt haltend.
Symbolik: In der oberen Hälfte des Schildes ist das Minsker Wappen abgebildet, in der unteren jenes Wappen, welches vom polnischen König Stanisław August stammt: zwei Kriegstürme mit dazwischen auf einem silbernen Feld gestellten Toren und darüber der auf einer Wolke stehende Apostel Petrus, der in den Händen den Schlüssel zur Stadt hält. Das Wappen symbolisiert die Hartnäckigkeit, Stärke und den offenen Weg für eine gute Nachbarschaft und für einen friedlichen Handel.

## Geschichte
Die allerfrüheste Erwähnung der Stadt stammt aus litauischen Chroniken. Im Jahre 1102 besiegte der Polozker Fürst Boris Wseslawitsch die baltischen Jatwinger und errichtete nach seiner Rückkehr eine Stadt mit seinem Namen. Die erste Erwähnung der Stadt in den Laurentius-Chroniken jedoch ist auf das Jahr 1127 datiert, und in der Hypatiuschronik auf das Jahr 1128. Archäologische Funde bezeugen, dass die erste Ansiedlung bis auf die Grundmauern niedergebrannt ist. Eine neue Stadt ist weiter südlich entstanden an der Stelle, an der die Scha in die Beresina mündet. An dieser Stelle wurde im 12. Jahrhundert eine Holzfestung errichtet.

### Frühe Stadtentwicklung

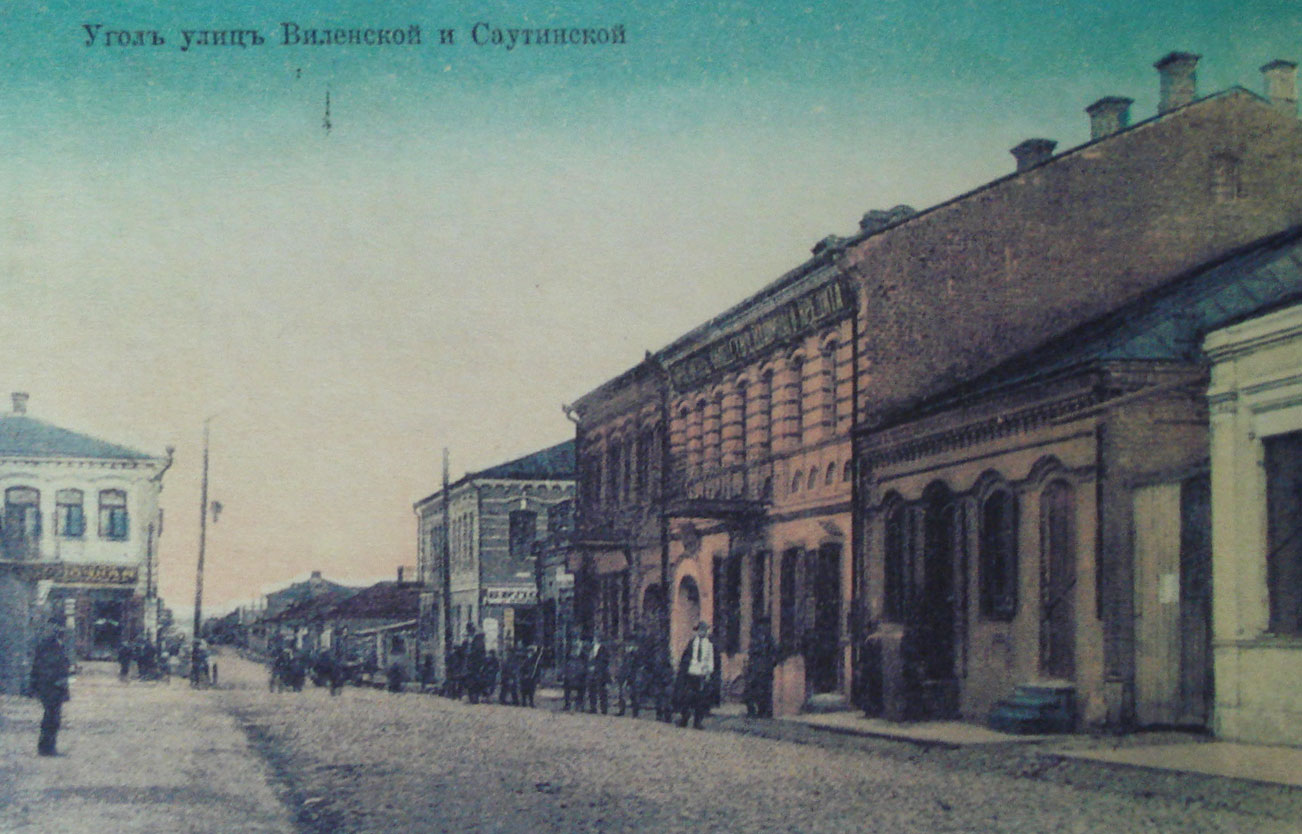
Borissow um die Wende zum 20. Jahrhundert

Aufgrund ihrer günstigen geographischen Lage zählt die Stadt bereits Mitte des 13. Jahrhunderts zu den bekanntesten Handels- und Handwerkszentren. Ende des 13. Jahrhunderts ging Baryssau an das Großfürstentum Litauen, ab 1569 gehörte die Stadt infolge der Lubliner Union bis Ende des 18. Jahrhunderts der Rzeczpospolita an und befand sich dort in unmittelbarer Nähe zur russischen Grenze.
Die Stadt war Schauplatz zahlreicher Kriege. Zu Beginn des 15. Jahrhunderts wurde sie durch den Kampf zwischen den Fürsten Jogajla, Sigismund und Švitrigaila fast vollständig zerstört. Im Russisch-polnischen Krieg (1654–1667) war die Stadt zeitweilig von Russen bzw. Polen besetzt. Im Großen Nordischen Krieg (1700–1721) wurde die Stadt und ihre Bevölkerung schwer in Mitleidenschaft gezogen.
Nach der zweiten polnischen Teilung 1793 ging die Stadt zusammen mit Minsk und weiteren belarussischen Gebieten an das Russische Imperium. Baryssau wurde zur Kreisstadt innerhalb des Gouvernements Minsk.
Der Vaterländische Krieg des Jahres 1812 gegen Napoleon hinterließ in der Stadtgeschichte tiefe Spuren. Den napoleonischen Truppen gelang es nicht, die Stadtbevölkerung zu unterwerfen. Die Schlacht an der Beresina wurde nach Meinung von Historikern das dunkelste Kapitel in der Geschichte der Napoleonischen Kriege.
Heute erinnern Denkmäler nahe dem Dorf Studenka und auf dem Brilewskoe-Feld an die Ereignisse. In Baryssau selbst sind noch Reste von Artilleriestellungen der Russischen Armee zu sehen, die am Vorabend des napoleonischen Angriffs am rechten Ufer der Beresina errichtet wurden. Diese wurden als historisches Denkmal 1926 unter den Schutz der Sowjetunion gestellt. 15 km nördlich von Baryssau, nahe dem Dorf Studenka, wurden die napoleonischen Truppen endgültig in die Flucht geschlagen. Zur Erinnerung an diesen Sieg wurde 1967 ein Denkmal errichtet.
Im November 1917 ergriffen die Bolschewiki die Macht in ganz Belarus und nahmen auch Baryssau ein. Ab 1918 war die Stadt von den Deutschen besetzt, von 1919 bis 1920 von polnischen Truppen. Seit 1924 ist die Stadt Kreisstadt, erst als Verwaltungszentrum eines Rajons in der Sowjetunion und später in Belarus.

### Zweiter Weltkrieg und Holocaust
Kurz nach dem deutschen Überfall auf die Sowjetunion erfolgten Anfang Juli 1941 in Baryssau erbitterte Kämpfe zwischen der ersten Moskauer Division der Roten Armee und Panzereinheiten der Wehrmacht. Vom 2. Juli 1941 bis 1. Juli 1944 war die Stadt von den Deutschen besetzt und wurde größtenteils zerstört. In dieser Zeit wurden rund um Baryssau sechs Todeslager errichtet, in denen mehr als 33.000 Menschen ermordet wurden.

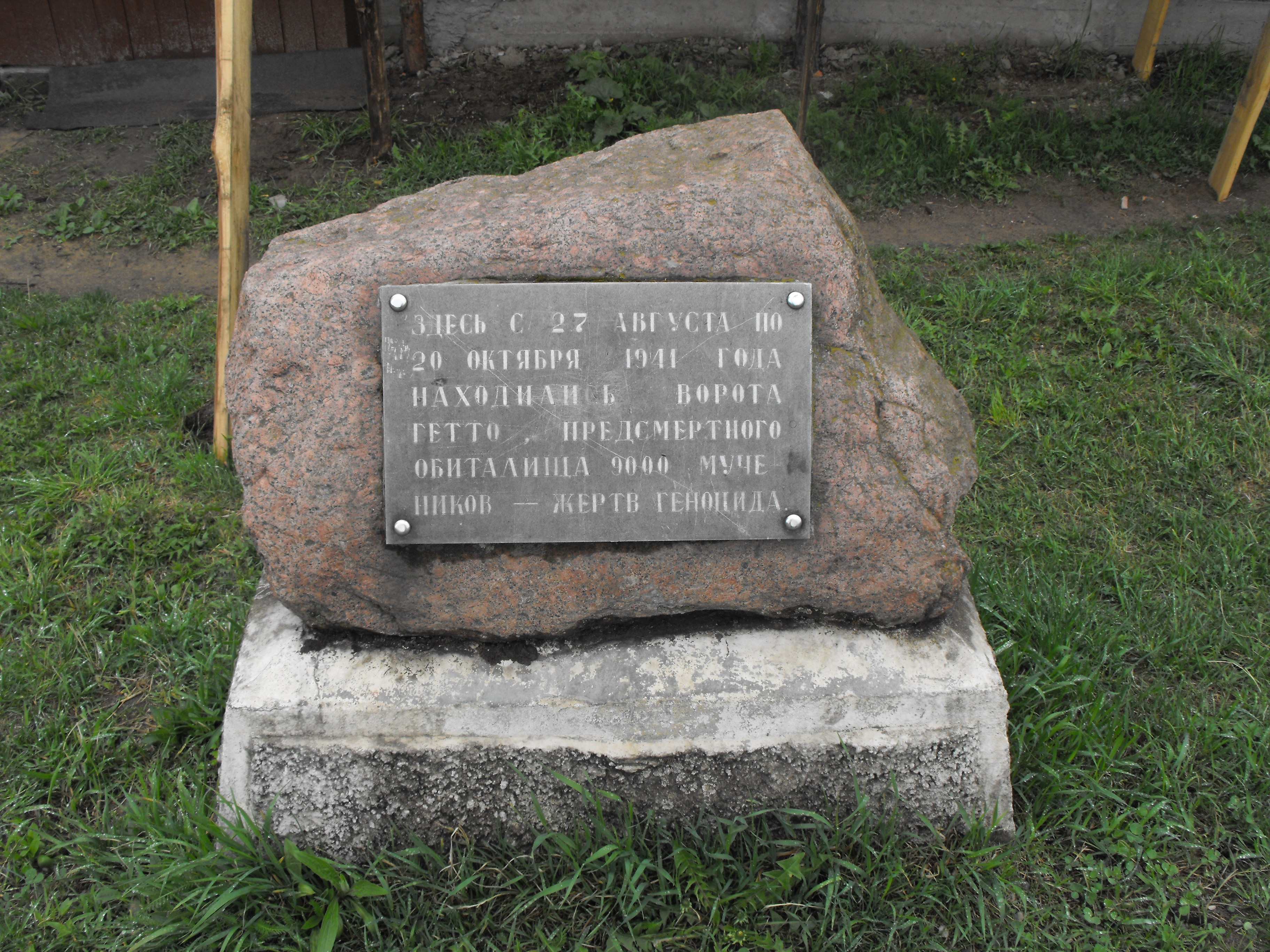
Gedenkstein am ehemaligen Eingang des Ghettos von Baryssau

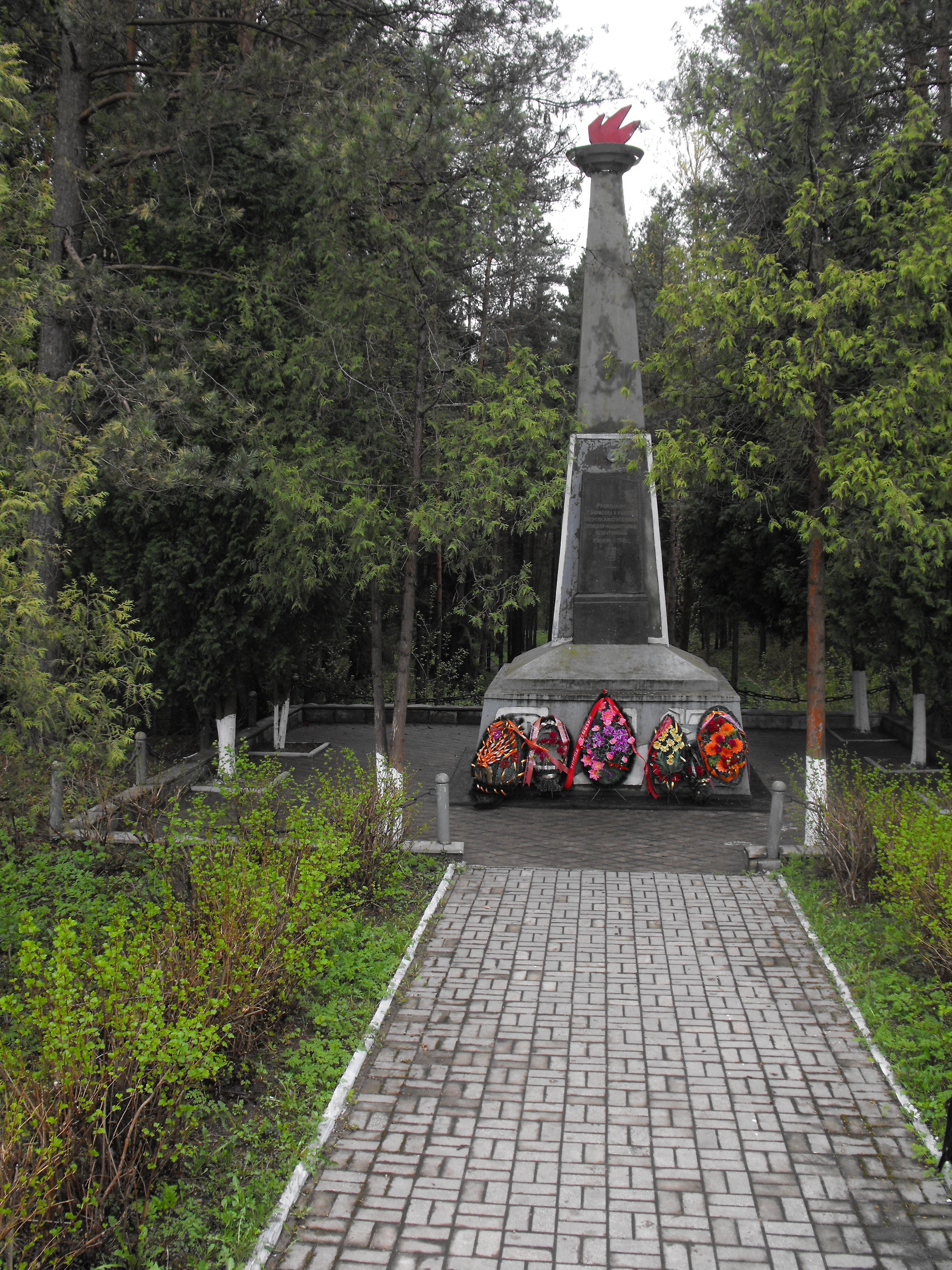
Denkmal für die ermordeten Juden in Baryssau

Als Bürgermeister der Stadt wurde Stanislau Stankewitsch eingesetzt. Am 20. Oktober 1941 ermordeten Einheiten der belarussischen Hilfspolizei zusammen mit SS-Offizieren und Soldaten, von denen einige aus Lettland stammten, im Auftrag Stankewitschs 7000 der 8000 in der Stadt lebenden Juden. Bei dem Massenmord mussten die noch lebenden Opfer die Leichen der bereits Erschossenen möglichst platzsparend anordnen und mit einer dünnen Schicht Sand bedecken, bevor sie selbst erschossen wurden. Zudem wies Stankewitsch seine Truppen an, jeweils mit einem Schuss durch zwei Personen durchzuschießen, um Munition zu sparen. Das Rote Kreuz fand bei der späteren Autopsie der Opfer keine Wunden an den Leichen der Kleinkinder, was darauf hindeutet, dass diese lebendig begraben wurden. Luis Raffeiner schildert, dass täglich ein Straßenzug von der SS "geräumt" wurde und an die 3000 Juden verladen und umgebracht wurden. Kleinkinder wurden vor dem Abtransport am Bein gepackt, an die Wand geschlagen und auf den Lkw geworfen. Bei den Abtransporten wurden auch Lkw der Wehrmacht eingesetzt.
Das Massaker wurde für Heinrich Graf von Lehndorff-Steinort zum entscheidenden Grund, sich dem Widerstand gegen das NS-Regime anzuschließen. Die Heeresgruppe Mitte hatte im Juli 1941 ihr Hauptquartier in der Stadt und wurde durch einen deutschen Flieger über von ihm beobachtete Erschießungen unterrichtet. Erst die Nachfrage beim deutschen Feldkommandanten der Stadt förderten die gesamten Vorgänge zu Tage. Der Oberbefehlshaber der Heeresgruppe Generalfeldmarschall Fedor von Bock befahl ihm sogleich persönlich Meldung zu erstatten. Auf dem Weg zum Hauptquartier erschoss sich aber der Feldkommandant.
Um die Befreiung der Stadt kämpften im Jahre 1944 die Truppen der 3. Weißrussischen Front, 13 Kampfeinheiten wurden mit dem Orden „Borisowskie“ ausgezeichnet. 29 Personen aus der Region Baryssau wurden als Helden der Sowjetunion ausgezeichnet. Die Stadt erhielt den Orden des Vaterländischen Krieges erster Ordnung.
In Baryssau bestand das Kriegsgefangenenlager 183, Borisow, für deutsche Kriegsgefangene des Zweiten Weltkriegs. Schwer Erkrankte wurden im Kriegsgefangenenhospital 1673 versorgt.

### Bevölkerungsentwicklung

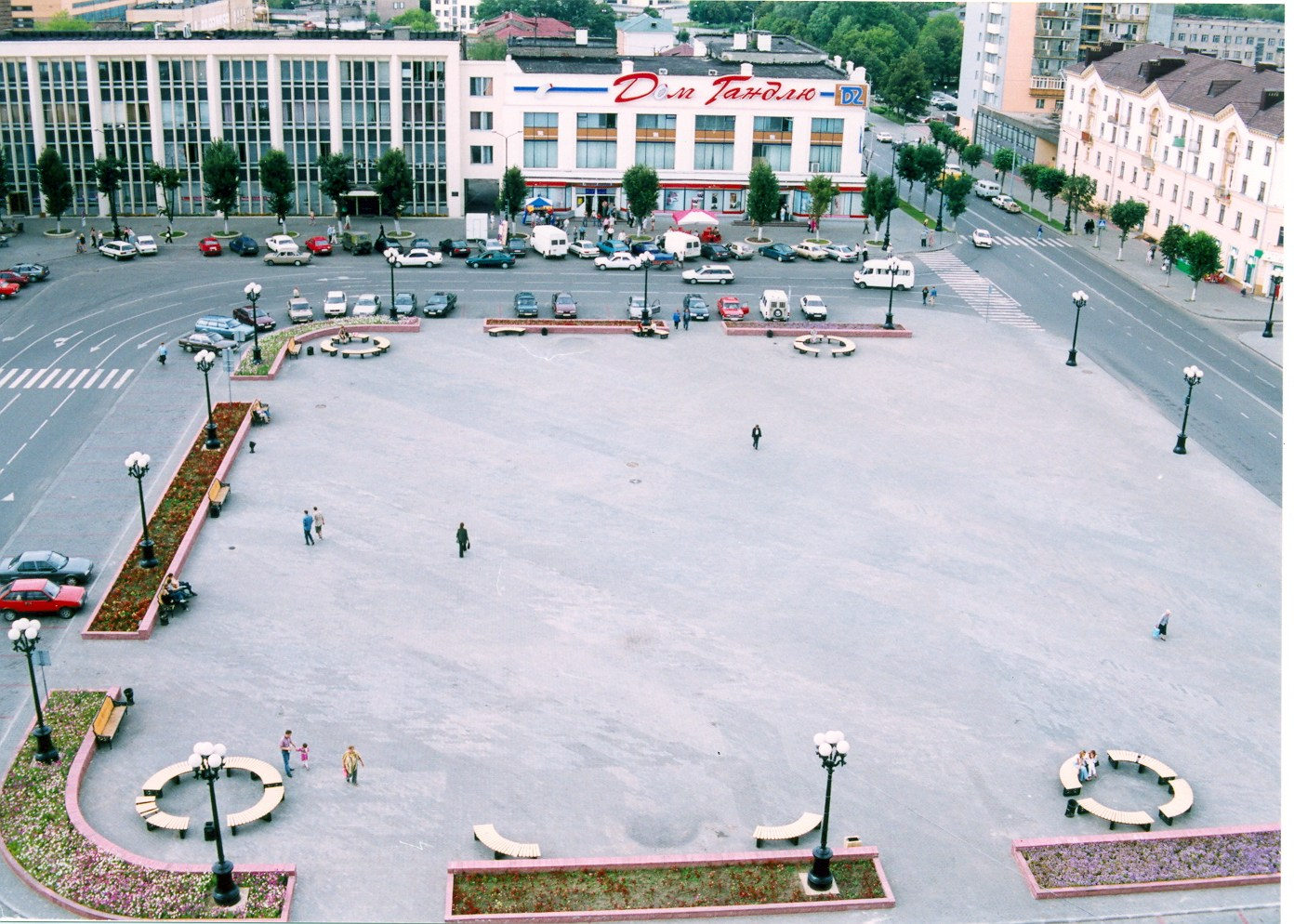
Der Zentralplatz in Baryssau

In der unmittelbaren Nachkriegszeit kam es zu explosionsartigen demographischen Schüben:
- 1959 – 059.300 Einwohner
- 1970 – 084.000 Einwohner
- 1997 – 154.300 Einwohner

Entwicklung der letzten Jahre:
- 2005 – 150.000 Einwohner
- 2006 – 149.900 Einwohner
- 2007 – 149.700 Einwohner

## Kultur und Sehenswürdigkeiten

### Bauwerke und Architektur

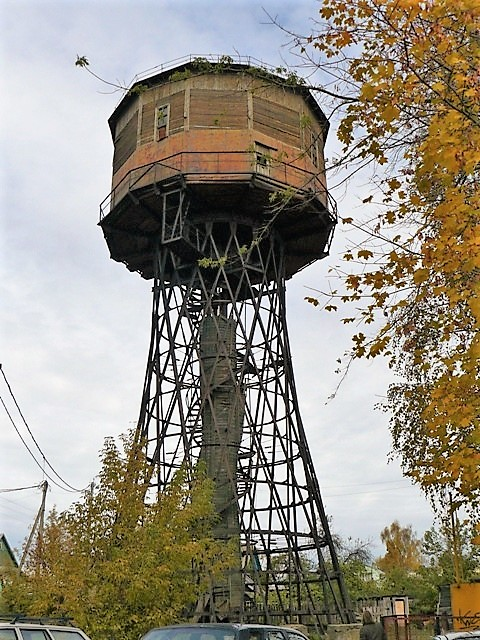
Schuchowscher Wasserturm mit hyperbolischer Tragkonstruktion

Zu Beginn des 19. Jahrhunderts wurden die ersten Gebäude aus Stein in Baryssau errichtet. Mit der Fertigstellung des Baryssauer Wassersystems 1806, welches durch die Beresina den Dnepr mit der Westlichen Dwina verband und somit für den einzigen Verkehrsweg sorgte, erhielt die Stadt einen Hafen und wurde zum Zentrum im Schiffbau an der Beresina. Somit spielte die Stadt eine Schlüsselrolle in den Handelsbeziehungen zwischen belarussischen Städten.
1823 wurde der Bau einer katholischen Kirche fertiggestellt, des ältesten erhaltenen religiösen Bauwerkes in der Stadt. Der alte Marktplatz hat die charakteristischen Züge von Bauten des 19. Jahrhunderts und stellt ein interessantes Beispiel provinzieller bürgerlicher Architektur dar. Zweimal jährlich findet hier ein Jahrmarkt statt.
In Baryssau befindet sich eines der ersten hyperbolischen Bauten der Welt, ein stählerner Wasserturm, der nach den Plänen des Ingenieurs Wladimir Grigorjewitsch Schuchow errichtet worden ist.
Ein heute nicht mehr existentes Bauwerk ist das Schloss Baryssau, eine Befestigungsanlage die unweit der Siedlung Baryssau am linken Ufer der Beresina in der Nähe des Zusammenflusses mit der Prilja mutmaßlich Ende des 12., Anfang des 14. Jahrhunderts errichtet wurde.
Siehe auch: Große Synagoge (Baryssau)

### Sport
In der Stadt ist der FK BATE Baryssau beheimatet, der 2018 zum dreizehnten Mal in Folge und zum fünfzehnten Mal insgesamt belarussischer Fußballmeister wurde und sich 2008 als erste belarussische Mannschaft der Geschichte für die Gruppenphase der UEFA Champions League qualifizierte.

## Wirtschaft und Infrastruktur

### Verkehr
Mit dem Bau der Eisenbahnstrecke Moskau-Brest 1871 erhielt Baryssau einen Bahnhof, was mit zu einem allgemeinen Aufschwung der Wirtschaft führte. So entstand immer mehr Industrie am rechten Ufer der Beresina. Heute befinden sich hier das Verwaltungs- und das Industriezentrum der Stadt sowie die wesentlichen Wohnviertel der Stadt.

### Wirtschaft
Baryssau ist die zweitwichtigste Industriestadt im Minsker Gebiet. Hier sind 42 Fabriken und 613 Handelsunternehmen und Betriebe der Nahrungsmittelbranche ansässig.

### Bildung
In Baryssau ist eine Zweigstelle des Institutes für Verwaltung und Unternehmensführung, einer privaten Hochschule mit Sitz in Minsk, angesiedelt. Außerdem hat die Stadt 24 Mittelschulen, drei Gymnasien, ein polytechnisches Lyzeum, drei Fachschulen, drei Berufsschulen, eine Musik-, eine Kunst- und eine Choreographieschule.

### Presse
Neben der staatlichen Zeitung „Adsintsva“ (Einheit) gibt es in Baryssau die oppositionell ausgerichtete Zeitung „Borissowskie nowosti“ (Borisower Nachrichten), die offiziell nicht mehr verkauft wird und im Untergrund tätig ist.

## Söhne und Töchter der Stadt
- Sam Baskini (1890–1980), Geiger, Kapellmeister
- Nikolai Efremowitsch Awchimowitsch (1907–1996), sowjetischer Funktionär und Politiker
- Chaim Laskow (1919–1982), israelischer General und Generalstabschef der israelischen Streitkräfte
- Ljubow Kusminitschna Kotschetowa (1929–2010), Radrennfahrerin
- Anatoli Tschubais (* 1955), russischer Politiker und Unternehmer
- Alena Brawa (* 1966), Schriftstellerin
- Michail Audsejeu (* 1982), Gewichtheber
- Ljudmila Kalintschyk (* 1982), Biathletin
- Ihar Stassewitsch (* 1985), Fußballspieler
- Andrej Aramnau (* 1988), Gewichtheber
- Alexander Lessun (* 1988), russisch-belarussischer Pentathlet und Olympiasieger
- Kazjaryna Perepetschajewa (* 1991), Billardspielerin und Weltmeisterin
- Iryna Waskouskaja (* 1991), Dreispringerin
- Aljaksandr Paulawez (* 1996), Fußballspieler